# Nicaise de Keyser
Nicaise de Keyser (Zandvliet, Antwerpen mellett, 1813. augusztus 26. – Antwerpen, 1877. július 17.) belga festő.

## Pályafutása
Az Antwerpeni Királyi Képzőművészeti Akadémián tanult, majd több éven át tartó külföldi útját követően, 1855-ben az antwerpeni akadémia igazgatója lett. 1834-ben nagy feltűnést keltett Krisztus keresztre feszítését ábrázoló nagy képével, melyet Rubens modorában festett egy manchesteri katolikus templom számára. Csakhamar azonban hazája története felé fordult, a belga múltból merítette műveinek tárgyait. A courtrai-i (1836), a worringeni (1839, brüsszeli múzeum) és a nieuwpoorti csaták képei a legünnepeltebb belga festők sorába emelték. Pályája későbbi szakaszában előszeretettel festett történeti zsánerképeket. 1864-1866-ban az antwerpeni múzeum lépcsőházát németalföldi művészek portréival díszítette.

## Galéria

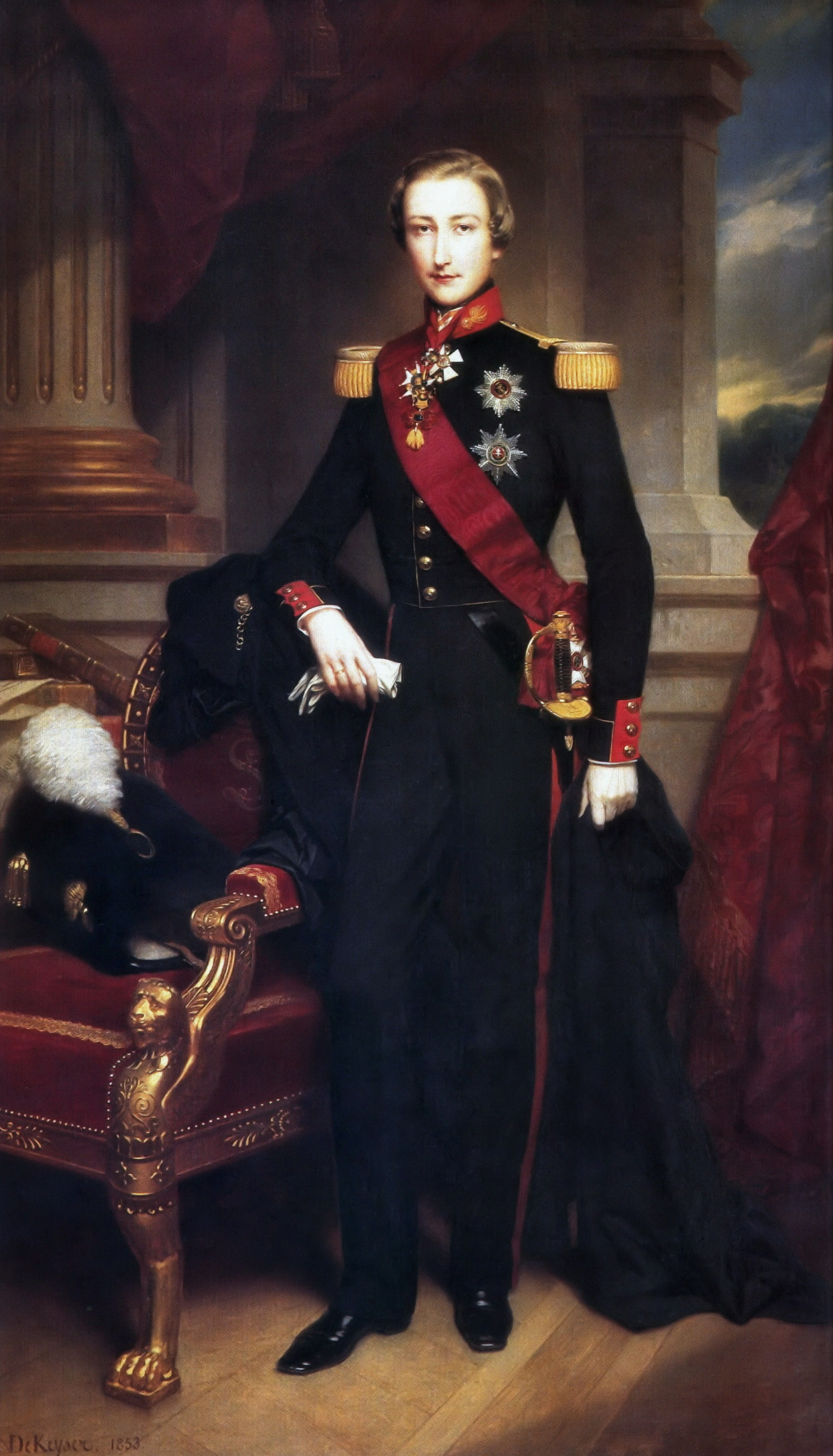
II. Lipót belga király
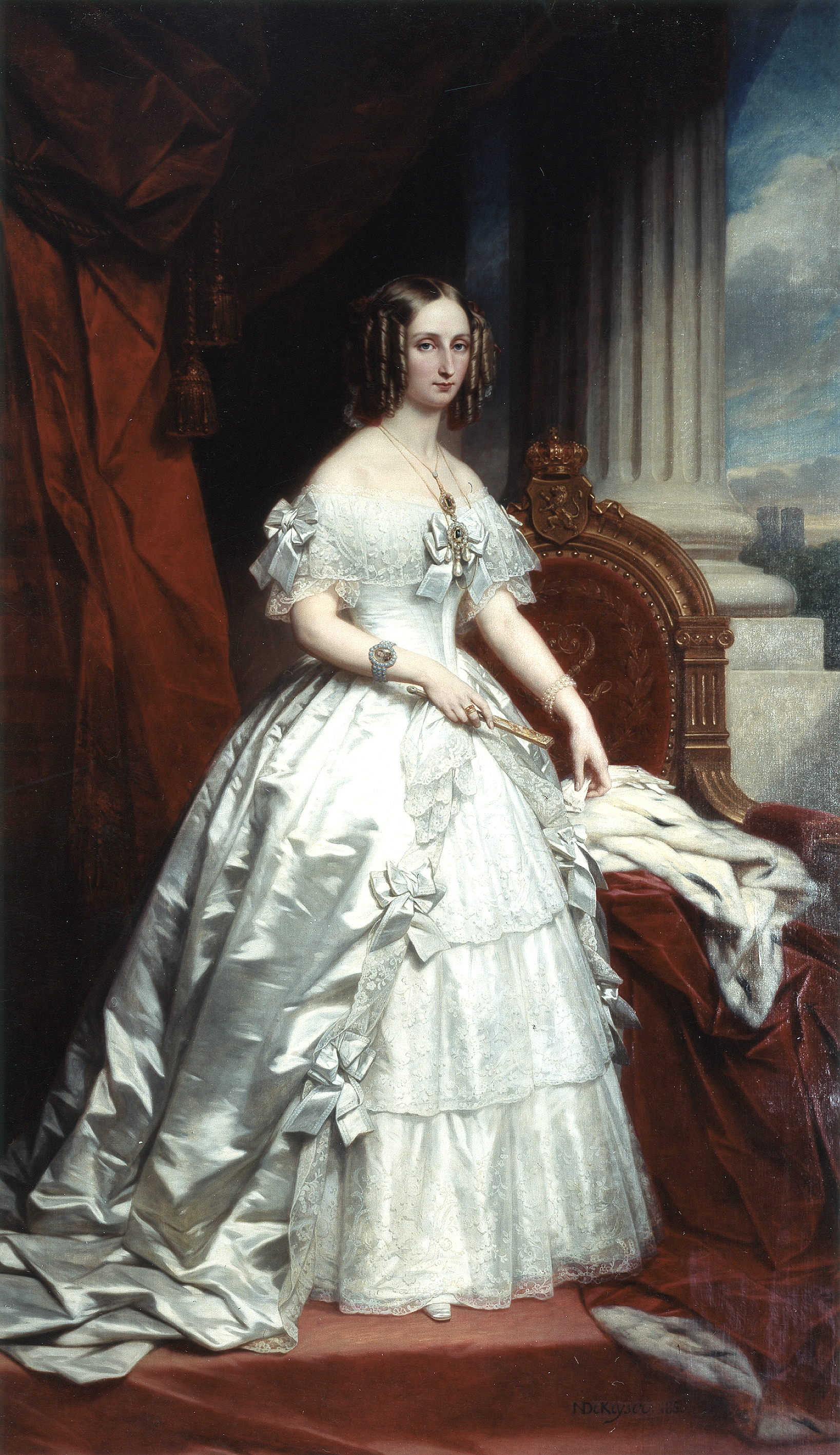
Lujza Mária belga királyné
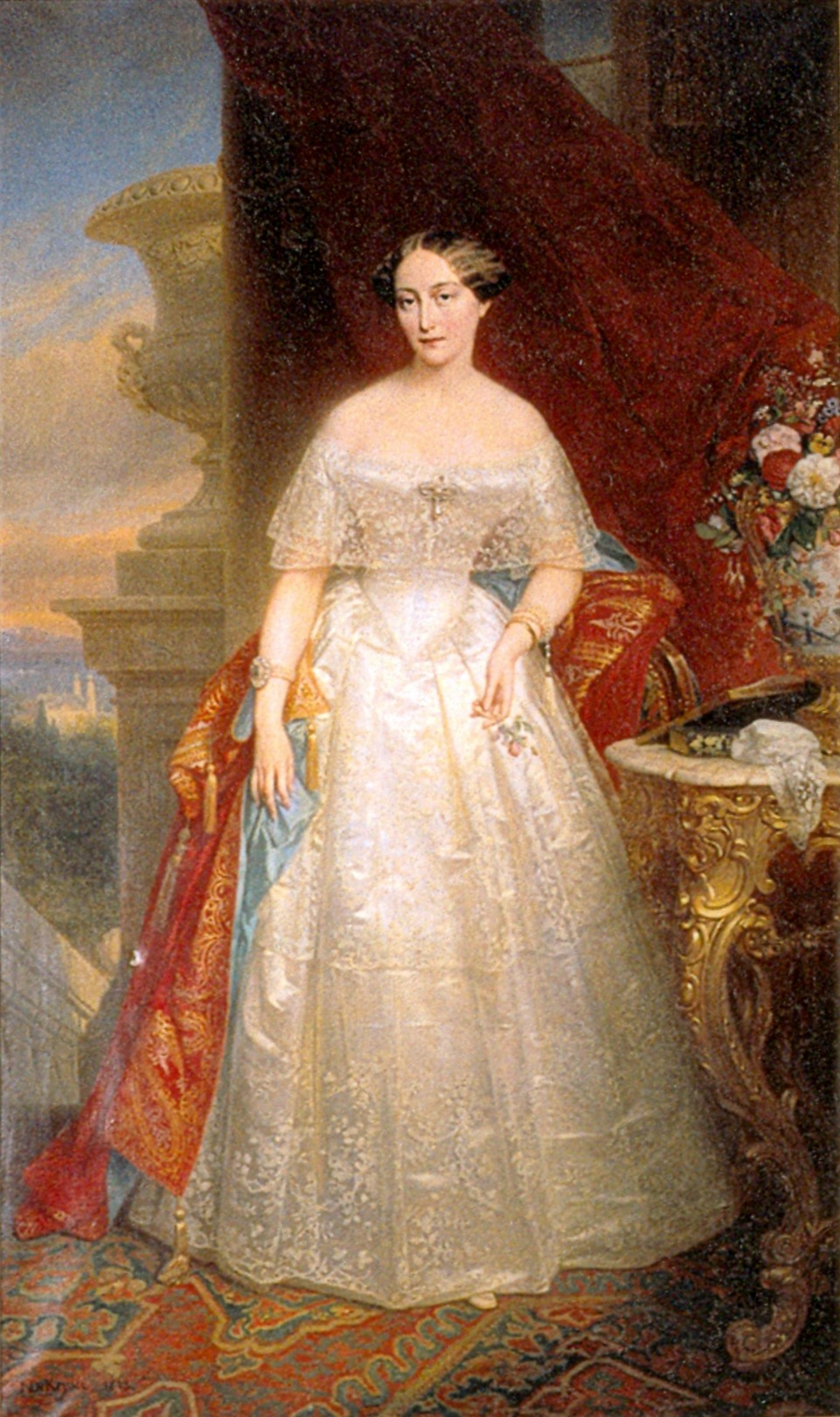
Olga württembergi királyné, 1848
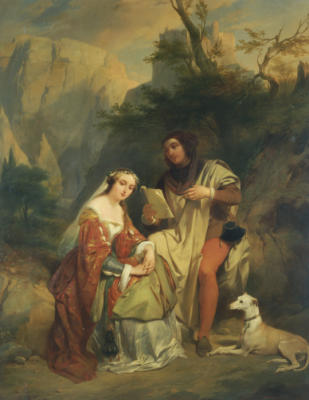
Petrarca és Laura
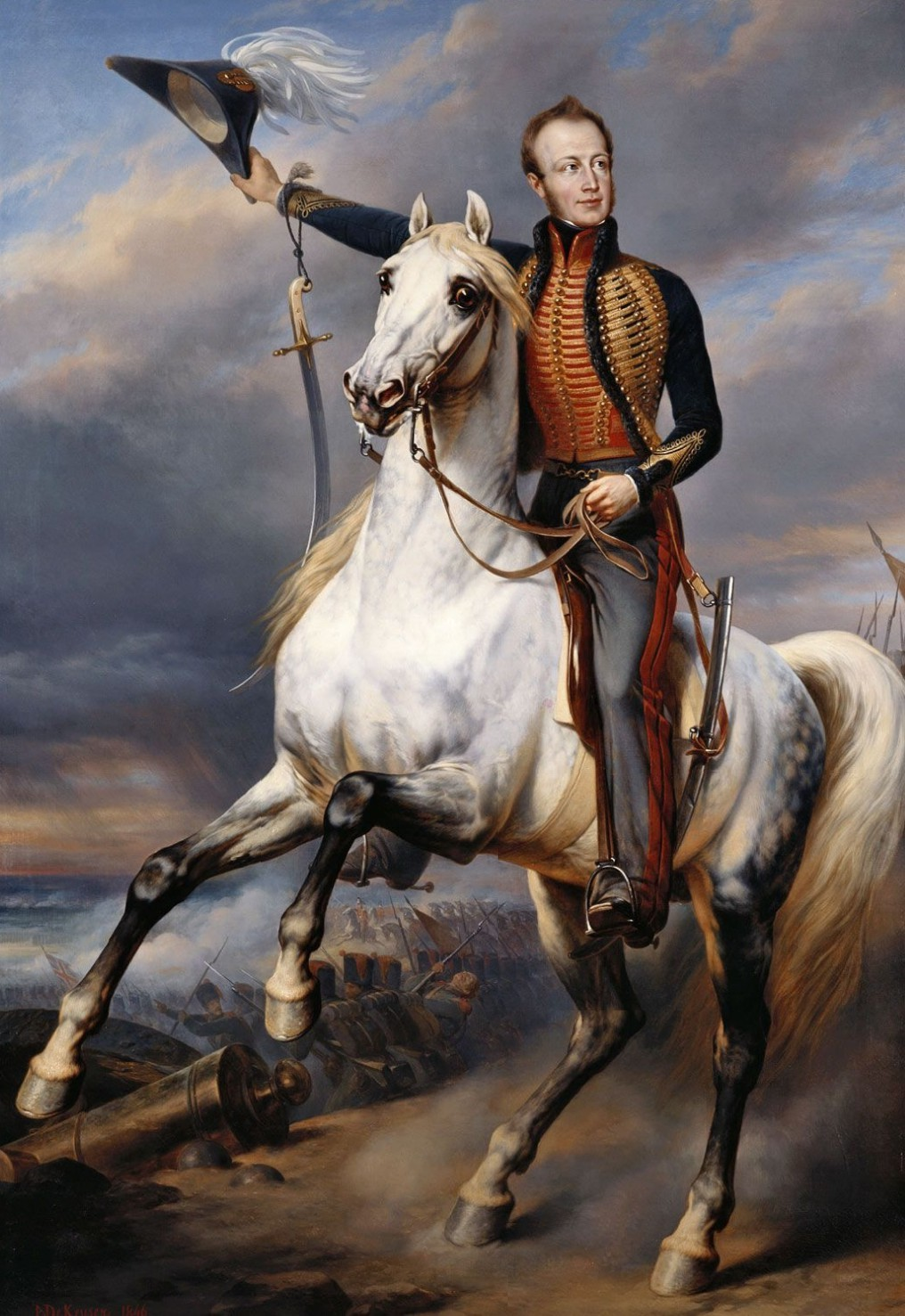
II. Vilmos holland király